# Mascalucia
Mascalucia – miejscowość i gmina we Włoszech, w regionie Sycylia, w prowincji Katania.
Według danych na rok 2004 gminę zamieszkuje 24 141 osób, 1508,8 os./km².